# مي: ليالي إيزيس كوبيا
مي: ليالي إيزيس كوبيا... ثلاثمائة ليلة وليلة في جحيم العصفورية رواية للروائي الجزائري واسيني الأعرج. صدرت الرواية لأوّل مرة في العام 2017 عن المؤسسة الوطنية للفنون المطبعية في الجزائر. وصدرت بعدها الطبعة العربية بدار الآداب، ، دخلت في القائمة الطويلة للجائزة العالمية للرواية العربية لعام 2019، المعروفة باسم «جائزة بوكر العربية».

## حول الرواية
تنطلق الرواية من البحث عن مخطوطات مفقودة كانت مي زيادة (1886-1941) قد دونتها أثناء وجودها في مصح عقلي شهير يقع في مدينة بيروت وكان يسمى «العصفورية».
يروي الكاتب الجزائري «واسيني الأعرج» في هذه الرواية حكاية تدور حول حياة الكاتبة اللبنانية مي زيادة، التي تُصاب بحالة كآبة، فتركت للعزلة التي كان من بين أسبابها وفاة من أحبتهم، وجهدها الثقافي الكبير تجاه المرأة، ورفضها أيضًا كمسيحية ولبنانية، مرورًا بمصابها بابن عمها جوزيف الذي قادها إلى مستشفى الأمراض العقلية (أو العصفورية كما يشتهر) طمعًا في مالها.

## دراسات ومقالات حول الرواية
جماليات التجريب في رواية:" ليالي إيزيس كوبيا- ثالثمائة ليلة وليلة في جحيم العصفورية" لواسيني الأعرج
- بنية الزّمن ودلالته في رواية (مَيْ، ليالي إيزيس كوبيا) لـ"واسيني لعرج"،بن يمينة، زهرة (31 مارس 2022). [8]
- عتبات الغلاف في رواية (مي ليالي ايزيس كوبيا ثلاثمائة ليلة وليلة في جحيم العصفورية ) لواسيني الاعرج،مسعي، نهاد (30 يونيو 2021).[9]
- تجليات التجريب الروائي في رواية "ليالي إيزيس كوبيا" لواسيني الأعرج،آسية، متلف (30 سبتمبر 2018).[10]